# Бидвест Витс
«Бидвест Витс» (англ. Bidvest Wits Football Club) или «Витс Юниверсити» (англ. Wits University Football Club) — бывший южноафриканский футбольный клуб из Йоханнесбурга, основанный в 1921 году при непосредственном участии Витватерсрандского университета. Отсюда происходит и главное прозвище клуба — «Студенты». Выступал в Премьер-лиге ЮАР. Домашние матчи проводит на стадионе «Бидвест Стэйдиум», вмещающем 5 000 зрителей. Перед сезоном 2020/21 клуб продал свое место в лиге и был расформирован.

## История
С момента своего появления в 1976 году в классе сильнейших команд ЮАР — по версии Национальной Футбольной Лиги — «Студенты» зарекомендовали себя крепкими середняками южноафриканского футбола. С первой же попытки «Витс Юниверсити» выиграл «бронзу» Национальной Футбольной Лиги (NFL) в 1976 году. После распада Национальной Футбольной Лиги, в которой принимали участие исключительно «белые» команды, «Бидвест Витс» перебрались в Национальную Профессиональную Футбольную Лигу (NPSL Castle League), и в первом же сезоне стали победителями Кубка ЮАР. Помимо этого трофея, в копилке «Умников» имеются две победы в Кубке Восьми в 1984 и 1995 годах, а также победа в Кубке Лиги ЮАР в 1995 году. К прочим успехам клуба из Йоханнесбурга можно также отнести «бронзу» Национальной Футбольной Лиги в 1992 году и все то же третье место в Премьер-лиге ЮАР в сезоне 2002/2003.

## Достижения

### Национальные
- Победитель Премьер-лиги ЮАР (1):
  - 2016/17
- Победитель Первого дивизиона ЮАР (1):
  - 2005/06
- Обладатель Кубка ЮАР (2):
  - 1978, 2009/10
- Обладатель Кубка Лиги ЮАР (2):
  - 1985, 1995, 2017
- Обладатель Кубка Восьми (3):
  - 1984, 1995, 2016